# Nhàn hồng

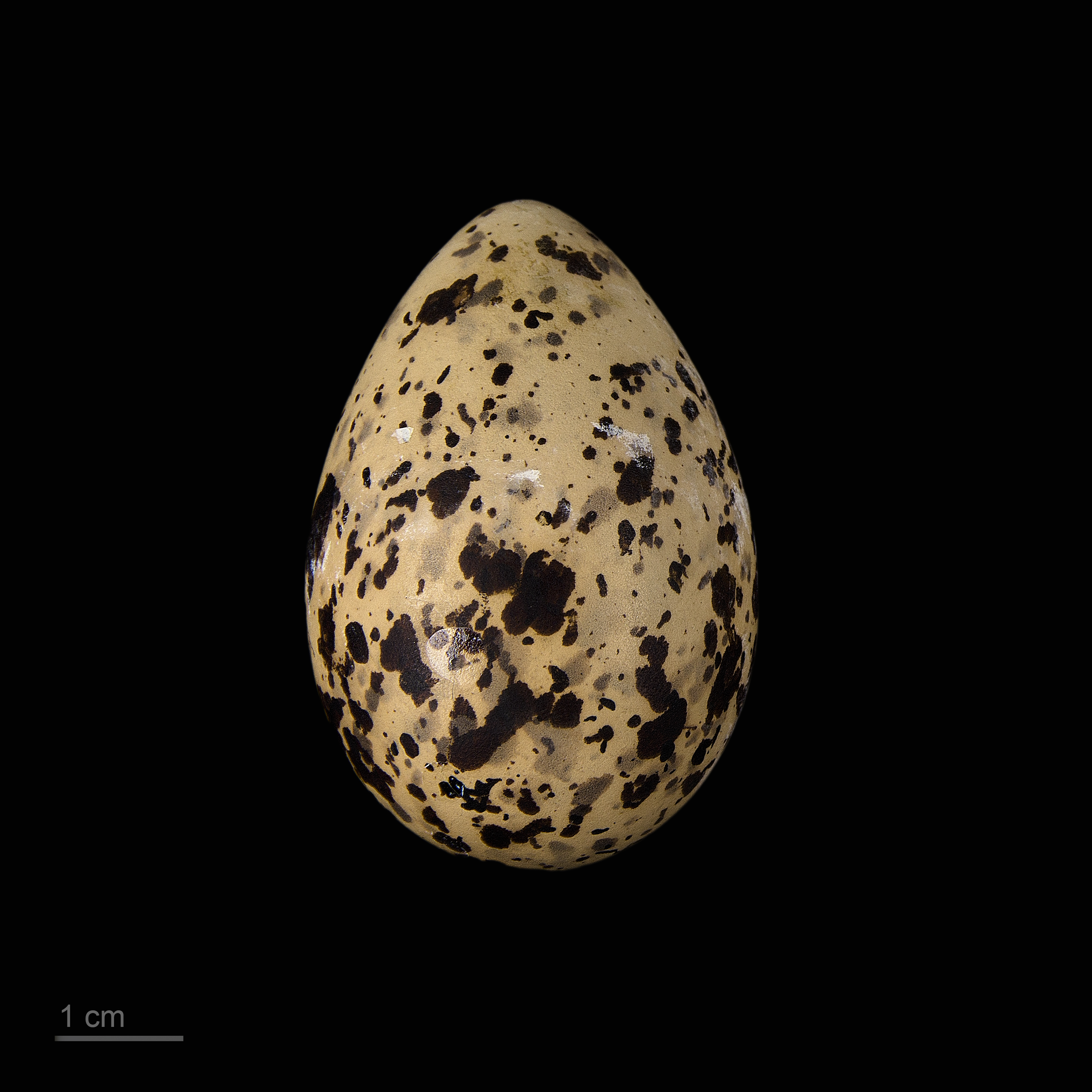
Sterna dougallii dougallii

Nhà hồng (danh pháp khoa học: Sterna dougallii) là một loài chim biển thuộc họ Nhàn. Loài chim này có một số giống theo địa lý, khác nhau chủ yếu ở màu mỏ và một số chi tiết nhỏ bộ lông.